# الجمعية الشرعية
الجمعية الشرعية لتعاون العاملين بالكتاب والسنة المحمدية أحد الجمعيات التي تقوم بالعمل الخيري في مصر والعالم الإسلامي وقد نالت جائزة الملك فيصل العالمية لخدمة الإسلام من الملك فيصل في العام 2009 / 1430هـ وللجمعية مجلة دورية باسم «التبيان».

## التاريخ
أنشأها الشيخ محمود محمد خطاب السبكي في غرة المحرم 1331هـ - 1912م. الجمعية الشرعية جمعية دعوية إصلاحية اختطت لنفسها خط الوسط والاعتدال. شهدت الجمعية في الربع الأخير من عمرها طفرة نوعية من حيث تعدد أنشطتها وتنوع أساليب دعوتها إلى الله. عملت الجمعية جاهدة على ترسيخ مفهوم الدعوة إلى الله ليست بالقول فحسب ولكن بالعمل أيضًا، وأن الامة لن تقوم لها قائمة إلا بعمل دؤوب لإقامة فروض الكفاية وقضاء حاجات أهل الحاجة.

## مسارات الجمعية الشرعية
اتخذت الدعوة في الجمعية أربعة مسارات هي:
- المسار الأول: الدعوة القولية: مثل الدروس والخطب والندوات ومعاهد اعداد الدعاة، ويقوم بها هيئة علماء الجمعية التي تتكون من 400 عالم من هيئة تدريس جامعة الازهر بالإضافة إلى 2000 واعظ و200 واعظة على مستوى الجمهورية.
- المسار الثاني: الدعوة العملية:
  - الدعوة العملية: وهي العمل الصالح الذي ينقسم بدوره إلى قسمين:
  - المشروعات الاجتماعية: مثل كفالة اليتيم وتحفيظ القرآن الكريم...، وهي تعمل على تخليص الامة من الفقر والجهل.
  - المشروعات الطبية: وذلك من خلال إقامة مراكز طبية عملاقة تهدف إلى علاج الامراض المستعصية مجانا لغير القادرين، دونما تقيد بالنطاق الجغرافي أو تمييز بين المسلم وغير المسلم، وهي بذلك تعمق وترسخ المفهوم الصحيح لإقامة فروض الكفاية.
- المسار الثالث: الدعوة من خلال الإغاثة الخارجية والداخلية:

وتعتبر الإغاثة الخارجية ترجمة عملية لقول الله (إنما المؤمنون إخوة) وترسيخا لمفهوم الامة الواحدة (كمثل الجسد الواحد). وتقدم الجمعية من خلال لجنة الإغاثة العون المناسب للمسلمين المتضررين جراء أي كارثة في أي بقعة في العالم وقد اكتسب نشاطها الإغاثي قوة وحيوية بعد حصولها على عضوية المجلس الإسلامي العالمي للدعوة والاغاثة. وتقو لجنة إدارة الأزمات بتقديم الإغاثة العاجلة داخل حدود الوطن كمسار مواز للإغاثة الخارجية.
ويجمع المسار الثاني والثالث كونهما دعوة إلى الله من خلال العمل، وبذلك تتكامل أساليب الدعوة في الجمعية من خلال القول والعمل والقدوة الحسنة.
- المسار الرابع: التنمية: الهدف من هذا المسار هو تحويل الايدي العاطلة إلى أيدي منتجة، وتحويل الاسرة الفقيرة التي تتلقى المساعدات إلى أسر ذات دخل يغنيهاعن السؤال، وهذا المسار باب من أبواب معالجة مشكلة البطالة المستعصية في المجتمع.

أنشأت الجمعية أيضا خلال العام الهجري 1428هـ إدارة للوافدين لرعاية الطلبة الوافدين من البلاد الإسلامية الدارسين في الأزهر رعاية مادية وعلمية ومعنوية لمساعدتهم على أداء أدوارهم الدعوية إلى بلادهم، ويجمع هذا العمل بين الدعوة والعمل الاجتماعي الخيري، فمن حيث أن الطالب الوافد يكون عالما شرعيا عند عودته إلى بلاده إن شاء الله فهذه دعوة، ومن حيث الرعاية المادية والمعنوية التي تقدم له طوال فترة الدراسة في بلدنا فهذا مشروع اجتماعي خيري.

## أئمة الجمعية
1. الإمام الأول المؤسس الشيخ/ محمود محمد خطاب السبكي.
2. الإمام الثاني الشيخ/ أمين محمود خطاب – المدرس بكلية الشريعة.
3. الإمام الثالث الشيخ/ يوسف أمين خطاب.
4. الإمام الرابع الشيخ/ عبد اللطيف مشتهري إبراهيم.
5. الإمام الخامس الشيخ/ محمود عبد الوهاب فايد.
6. الإمام السادس الأستاذ الدكتور/ فؤاد علي مخيمر.
7. الإمام السابع فضيلة الأستاذ الدكتور/ محمد المختار محمد المهدي.
8. الامام الثامن فضيلة الأستاذ الدكتور / عبدالفتاح عيسي البربري

## من علماء الجمعية
- الشيخ الدكتور منير جمعة.
- الشيخ أ.د. عبد الرحمن البر.
- الشيخ أ.د. طلعت عفيفي وزير الأوقاف السابق.
- الشيخ مصطفى إسماعيل.
- الأستاذ الدكتور محمد أحمد علي سحلول.
- الاستاذ الدكتور محمد المختار محمد المهدي

## وصلات خارجية
- الموقع الرسمي
- تكريم الجمعية الشرعية الرئيسية رائدة العمل الاجتماعى في مصر[وصلة مكسورة]، الشيخ مصطفي إسماعيل، مجلة التبيان العدد 48، يوليو 2008 م
- «الجمعية الشرعية».. صفحة من العمل الأهلي: (في ذكرى إنشائها: 1 من المحرم 1331 هـ)، إسلام أون لاين، 8 أغسطس 2007 م
- جمعية شرعية.. وتنموية، أون إسلام، 16 يناير 2003